# Khamis al-Zahrani
Khamis al-Zahrani, né le 3 août 1976, est un footballeur international saoudien, évoluant au poste de milieu de terrain.

## Carrière
Al-Zahrani effectue l'ensemble de sa carrière professionnelle à l'Ittihad FC. En 1996, il est retenu pour disputer les Jeux Olympiques d'été. Néanmoins, il dispute l'ensemble de la compétition  sur le banc des remplaçants et ne joue aucun match. Les saoudiens sont éliminés dès le premier tour. Al-Zahrani revient, quelques mois plus tard, pour la Coupe d'Asie des nations 1996 mais doit, là-aussi, se contenter d'un poste de remplaçant, entrant au cours de trois matchs. L'Arabie saoudite remporte tout de même cette compétition.
En 1997, il remporte son premier titre de Champion d'Arabie saoudite et figure dans la liste des sélectionnés pour la Coupe des confédérations 1997. La compétition s'arrête dès le premier tour et Al-Zahrani ne joue aucun match. N'étant plus sélectionné, Al-Zahrani se concentre avec son équipe de l'Al-Ittihad avec qui, il remporte de nombreux titres.

## Palmarès
- Vainqueur de la Coupe d'Asie des nations 1996
- Vainqueur de la Ligue des champions de l'AFC en 2004 et 2005
- Vainqueur de la Ligue des champions arabes en 2005
- Vainqueur de la Coupe d'Asie des vainqueurs de coupe en 1999
- Vainqueur de la Coupe du golfe des clubs champions en 1999
- Champion d'Arabie saoudite en 1997, 1999, 2000, 2001 et 2003
- Vainqueur de la Coupe d'Arabie saoudite en 1997 et 1999